# Me & the Rhythm
«Me & the Rhythm» es una canción de la cantante estadounidense Selena Gomez, lanzada como sencillo promocional de su segundo álbum de estudio como solista, Revival (2015). El sencillo fue lanzado el 2 de octubre de 2015 por el sello discográfico Interscope Records.

## Antecedentes
Me & the Rhythm es la tercera canción liberada y la primera como sencillo promocional del segundo álbum de estudio de Gómez, Revival.

## Composición
"Me & the Rhythm" fue la última canción del álbum en grabarse y habla sobre ser libre en el momento y con uno mismo. Gómez aclara que no es una canción de amor y apunta a que todo el mundo está haciendo cosas o viendo sus celulares en lugar de experimentar el momento.
La canción fue escrita por Gómez junto con Julia Michaels, Justin Tranter y equipo de producción Mattman & Robin, y estos últimos también produjeron la pista. Se describe como una canción vintage y danza melódica, con influencias de discoteca y un ritmo deep house. La canción ha sido comparada con el álbum de Carly Rae Jepsen, Emotion y algunas canciones de la artista Donna Summer. Los críticos también notaron los ritmos inspirados en los años 70. Gómez describió esta canción como una de sus favoritas del álbum.

## Recepción crítica
"Me & the Rhythm" recibió críticas muy positivas de los críticos musicales. Ali Szubiak de PopCrush dijo que la canción "mantiene el atractivo elegante y sexy del primer sencillo del álbum Good for You, pero es mucho menos seductora, no tanto como arrastrarse en el suelo y más sutil en su recurso de casación". Gómez nos dice sobre su súper fuerte conexión con las ondas de la música, mientras que ella está en la pista de baile. EOnline revisó la canción positivamente, diciendo: La canción se abre a una pulsación similar a los clásicos de los años 70, está claro que la cantante está dejando atrás sus cursis canciones infantiles como por ejemplo: Love you Like a Love Song, Tell me Something I Don't Know y así decirles adiós por completo.

## Rendimiento comercial
Después de ser lanzado como un solo promocional, "Me & The Rhythm" entró en el Canadian Hot 100 en el número 57. Alrededor del mismo tiempo, no llegó a la Billboard Hot 100, sin embargo, alcanzó su punto máximo dentro de la Bubbling Under Hot 100, que actúa como una extensión de la carta anterior, alcanzando el número 106. El 10 de octubre de 2015, entró en el número 165 en el SNEP, con un pico en su segunda y última semana en el número 143. En la República Checa y Eslovaquia Singles Digitál Top 100 la canción se posicionó alcanzando los número 83 y 68, respectivamente.

## Lista de canciones
Descarga digital
1. "Me & the Rhythm" – 3:33

## Posicionamiento en listas
| Lista (2015)                            | Mejor posición |
| --------------------------------------- | -------------- |
| Canadá (Canadian Hot 100)               | 57             |
| Eslovaquia (Singles Digitál Top 100)    | 68             |
| Estados Unidos (Bubbling Under Hot 100) | 6              |
| Francia (SNEP)                          | 143            |
| República Checa (Rádio Top 100)         | 83             |